# Osvald
Osvald je moško osebno ime in tudi priimek.

## Izvor imena
Ime Osvald je izpeljano iz  imena Ožbalt.

## Pogostost imena
Po podatkih Statističnega urada Republike Slovenije je bilo na dan 31. decembra 2007 v Sloveniji 
14 oseb z imenom Osvald.

## Priimek
Iz imena Osvald je izpeljan tudi manj pogost priimek. V Sloveniji je bilo (31.12.2007) 230 oseb s tem priimkom.